# Godyris zavaletta
Godyris zavaletta är en fjärilsart som beskrevs av Butler och Druce 1874. Godyris zavaletta ingår i släktet Godyris och familjen praktfjärilar. Inga underarter finns listade i Catalogue of Life.